# Grupo Coral Feminino As Papoilas em Flor
O Grupo Coral "As Papoilas em Flor", antigamente designado de Grupo Coral Feminino "As Papoilas", é um grupo feminino de cantares alentejanos originário de Santo Aleixo da Restauração. Este grupo têm como objectivos a divulgação do cantar alentejano feminino, e da sua prática.
Para este fim "As Papoilas em Flor" contam com a participação em diversas eventos, destacando-se a Festa da Tomina, a Feira Anual do Artesanato de Moura, e as comemorações do 1 de Dezembro em Santo Aleixo da Restauração. Em 2009 participaram no disco "Até onde chegam as oliveiras". Este grupo coral merece destaque não só pelo papel cívico e cultural desempenhado, mas também pelo facto ser um dos pioneiros do cantar alentejano feminino, sendo inclusive mencionado pelo papel que teve na libertação das mulheres do seu papel tradicionalista de "mãe e dona de casa" no interior alentejano português.